# عائشة جول دفريم
عائشة جول دفريم (بالتركية: Ayşegül Devrim)‏ (ولدت في 29 مارس عام 1942 في مدينة إسطنبول وتوفيت في 6 يوليو عام 2009 في مدينة إسطنبول) ممثلة مسرحية وسينمائية وممثلة مسلسلات تلفزيونية، وممثلة دبلجة ومخرجة.
ولدت عائشة جول في عام 1942 في مدينة إسطنبول. والدها هو الممثل إحسان دفريم. أنهت عائشة جول تعليمها الابتدائي في مدينة بيوغلو. وخلال أعوام 1952 - 1953 التحقت بكلية البنات بمدينة أرنافوتكوي. وعندما طبعت عائشة جول مسرحيتها «ضغوط الحب» تركت تعليمها بشكل جزئي وعملت في مسرح الشباب في الجامعة الفنية لمدة عاماً واحداً. وعقب تعليمها الثانوي بدأت الفنانة التمثيل في مسرح المدينة بإسطنبول في عام 1959. وخلال أعوام 1964 - 1965 واصلت عائشة جول تعليمها في لندن. وبدأت عائشة جول العمل في مجال الدوبلاج حينما بلغت إثنى عشر عاماً. وأصبحت عائشة جول مخرجة الأفلام المدبلجة حتى 300 فيلم. وقد مثلت عائشة جول فيما يقرب من 125 مسرحية. وكانت عائشة جول تشغل منصب عضو مجلس الإدارة في مسرح المدينة. وقد شاركت في الأنشطة في جمعية ممثلي المسرح. ومثلت عائشة جول أيضاً في العديد من الأفلام السينمائية والمسلسلات التلفزيونية. وتوفيت الفنانة في 6 يوليو 2009. ودفُنت عائشة جول في مقبرة العائلة مع والدها إحسان دفريم في مقبرة آشيان أسري.

## بعضالمسرحياتالتي مثلتها
- الراقصة
- الفتاة المشاكسة
- الطابق السادس من مبنى مكون من خمس طوابق

مسرحية غريبة
- حورم سلطان
- خادم سيدين
- الكلب المفقود
- النظام المتدهور
- التفاف
- الألمان
- الخطاب المفقود
- غوريلا الأب
- النظارات المفتوحة
- الغباء
- جميعهم كانوا أبنائي
- كتاب وقح
- ألف ليلة وليلة
- المدية
- الفقراء
- فيما خلف القفص
- رسائل حب
- فرحات وشيرين
- ثلاث أخوات

## فيلموغرافيا

### مسيرتهاالفنية
- الرجل المقفر - عام 2008
- آه إسطنبول - عام 2006
- كاندان الآخرين - عام 2006
- الزفاف - عام 2003
- أذهب ولا يقل حماتي - عام 2002

بيريفان - عام 2002
- لا تبكي من أجلي - عام 2001
- النمنمة - عام 1966
- ديون الشرف - عام 1966
- جناح كريستال - عام 1962
- أمسية الربيع - عام 1961

## وصلات خارجية
- عائشة جول دفريم على موقع IMDb (الإنجليزية)

- عائشة جول دفريم في قاعدة بيانات الأفلام على الإنترنت
- عائشة جول دفريم في السينما التركية [التركية]

- عائشة جول دفريم على موقع IMDb (الإنجليزية)

* عائشة جول جنكيز أكمان في السينما التركية